# Lista de Estados históricos da Itália
Esta é uma lista dos estados históricos da Itália, a Itália, até a sua unificação em 1861, era um conglomerado de cidades-estado, repúblicas e outras entidades independentes. A seguir está uma lista dos vários estados italianos durante esse período.

## Itália arcaica
- Povos itálicos:

Grupos étnicos da Itália (como definido pelas fronteiras modernass) em 400 AC

  - Osco-úmbrias, também chamadas Sabelianas:
    - Úmbrios
      - Marsos
      - Úmbrios
      - Volscos

    - Oscos
      - Marrucinos
      - Oscos
        - Auruncos
        - Ausônios
        - Campânios

      - Pelignos
      - Sabinos

    - Samnitas
      - Brútios
      - Frentanos
      - Lucanos
      - Samnitas
        - Pentros
        - Caracenos
        - Caudinos
        - Hirpinos

    - Outros
      - Équos
      - Fidenos
      - Hérnicos
      - Picentinos
      - Vestinos
      - Sículos

    - Enótrios
      - Veneticos
      - Lígures
- Pessoas do Sul da Itália de língua Grega
- Etruscos
- Sardos

## Itália clássica

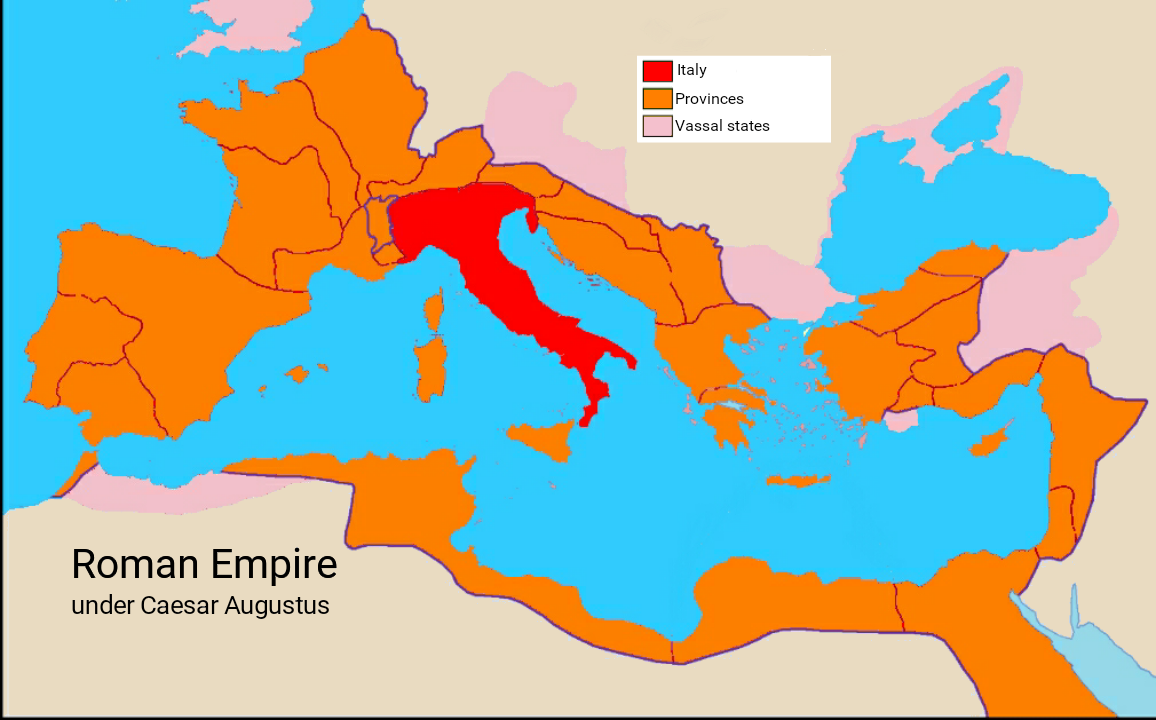
Mapa do Império Romano sob Caesar Augustus.

- Reino de Roma
- República Romana
- Império Romano

## Início da Idade Média
- Reino da Itália
- Reino Ostrogótico[1]
- Reino Lombardo
- Ducado de Roma (sob o Império Bizantino)
- Exarcado de Ravena (sob o Império Bizantino)
- Exarcado de Cartago (sob o Império Bizantino)
- Tema da Sicília (sob o Império Bizantino)
- Ducado de Benevento
- Ducado de Espoleto
- Estados Papais
- Reino Itálico (sob o Império Carolíngio)
- Catapanato da Itália (sob o Império Bizantino)

## Alta Idade Média

Mapa político da Itália em 1000.

Mapa político do Sul da Itália em 1112.

### Estados do Sacro Império Romano
- Reino Itálico (também chamado de Reino da Lombardia)
- Ducado de Milão
- Marca de Tuscia
- Marca de Verona
- Marca de Treviso
- Marca de Ivrea
- Marca de Turin
- Marca de Monferrato
- Marca de Gênova
- Patriarcado de Aquileia (incluindo Marca de Friuli and Marca de Ístria)
- Ducado de Espoleto
- Principado Episcopal de Bressanone
- Principado Episcopal de Trento
- Condado de Saboia
- Condado de Gorizia
- Marquesado de Saluzzo
- Marquesado de Ceva
- Marquesado de Incisa
- Marquesado de Finale

### Estados do Sul da Itália
- Catapanato da Itália (sob o Império Bizantino)
- Principado de Benevento
- Principado de Salerno
- Principado de Cápua
- Ducado de Gaeta
- Ducado de Nápoles
- Ducado de Amalfi
- Ducado de Sorrento
- Emirado da Sicília (sob o Califado Fatímida)
- Condado da Sicília
- Condado da Apúlia
- Ducado da Apúlia
- Ducado da Calábria
- Ducado da Apúlia e Calábria
- Reino da Sicília

### Julgados da Sardenha
- Agugliastra
- Arborea
- Cagliari
- Gallura
- Logudoro

### Outros Estados
- Estados Papais
- República de Veneza
- República de Gênova
- República de Pisa
- República Florentina
- República de Luca
- República de Siena
- República de Ancona
- República de Noli
- República de Senarica
- República de Ragusa
- República de San Marino

## Idade média
- Estados Papais

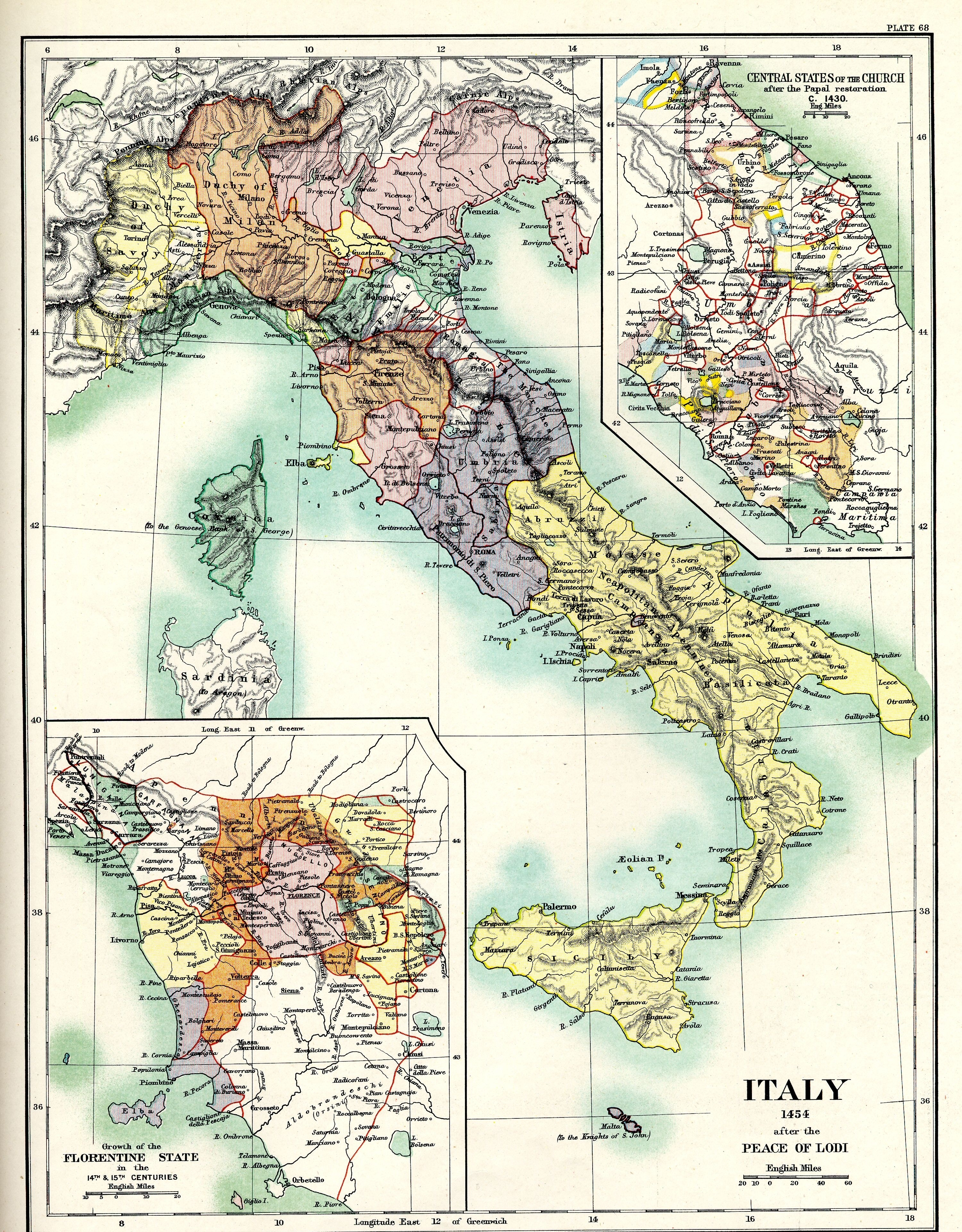
Itália em 1454, logo depois da Paz de Lodi.

Itália em 1494, antes do início das Guerras Italianas.

- Estados-cidades rebeldes nos Estados Papais
- Reino de Nápoles
- Reino da Sicília
- Reino da Sardenha
- Ducado de Milão
- Ducado de Ferrara
- Ducado de Módena e Régio
- Principado Episcopal de Brixen
- Principado Episcopal de Trento
- Marquesado de Saluzzo
- Marquesado de Monferrato
- Marquesado de Mântua
- Marquesado de Massa
- Marquesado de Finale
- Marquesado de Incisa
- Marquesado de Ceva
- Marquesado de Fosdinovo
- Marquesado de Bastia
- Condado de Saboia (surgido do Ducado de Saboia em 1416)
- Condado de Urbino (surgido do Ducado de Urbino em 1443)
- Condado de Mirandola
- Condado de Guastalla
- Condado de Nice (em união pessoal com Saboia)
- Condado de Gorizia
- Condado de Montechiarugolo
- Condado de Santa Fiora
- Condado de Asti
- Condado de Masserano
- Condado de Correggio
- Condado de Pitigliano
- Condado de Novellara
- Condado de Tende
- Condado de Sovana
- Condado de Scandiano
- República de Veneza
- República de Gênova
- República de Luca
- República Florentina
- República de Siena
- [República de Ancona
- República de Noli
- República de Senarica
- República de Cospaia
- República de Ragusa
- República de San Marino

## Depois das Guerras Italianas (1494–1559)
Nos termos da Paz de Cateau Cambrésis em 1559, no final das Guerras Italianas, a Sardenha, o Reino da Sicília, o Reino de Nápoles (incluindo o Estado dos Presídios) e o Ducado de Milão estavam sob o controle direto da Espanha dos Habsburgos. Portanto, a Casa de Habsburgo se tornou a principal força estrangeira na península italiana.

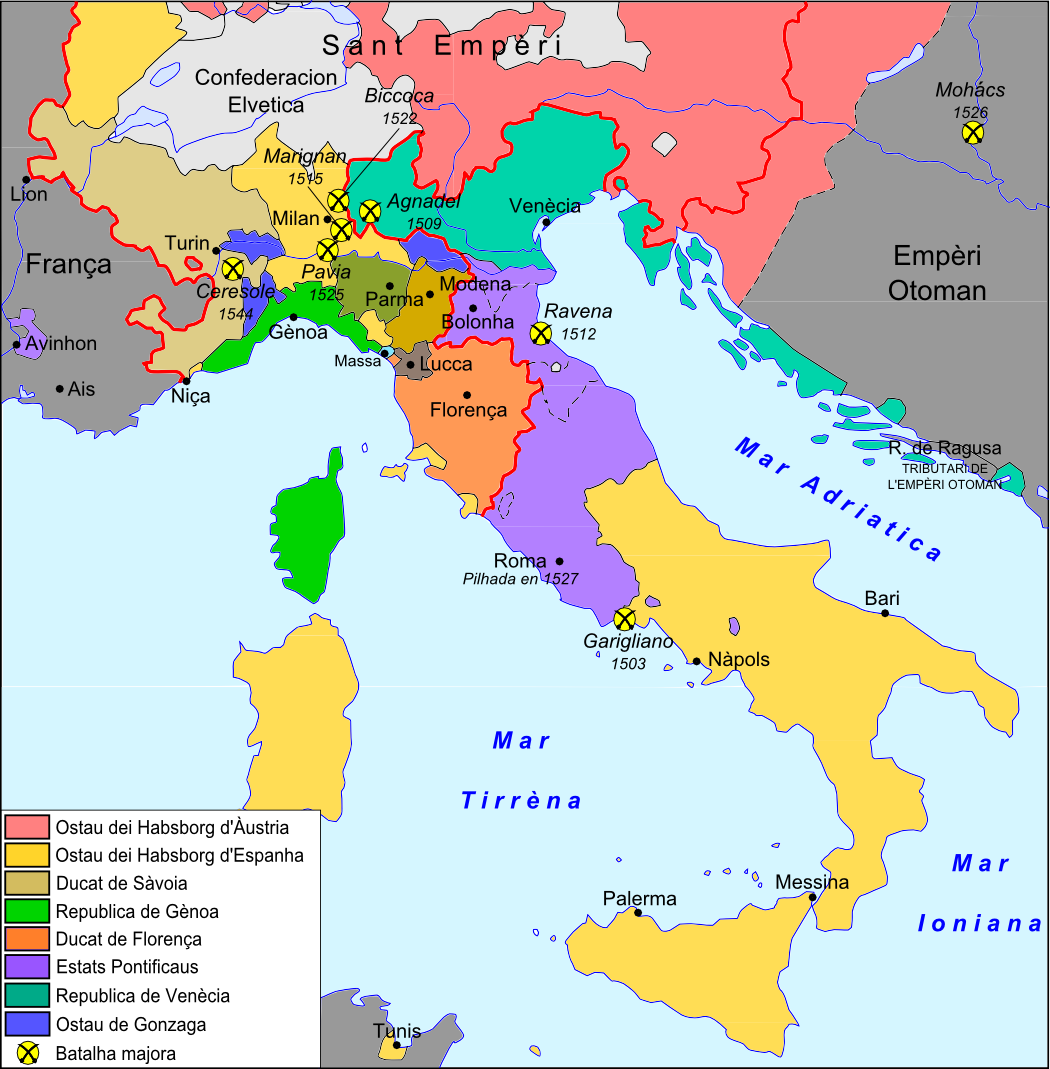
Mapa da Itália em 1559 depois dos Tratados de Cateau-Cambrésis. Possessões e Vice-reinados da Espanha dos Habsburgos em amarelo. Feudos imperiais na Itália da Áustria dos Habsburgos nas fronteiras em vermelho.

### Estados maiores
- Estados Papais
- Reino de Nápoles (sob a Espanha dos Habsburgos)
- Reino da Sicília (sob a Espanha dos Habsburgos)
- Reino da Sardenha (sob a Espanha dos Habsburgos)
- Ducado de Saboia (Imediatidade imperial)
- Grão-ducado da Toscana
- Duchy of Milan (Imediatidade imperial sob a Espanha dos Habsburgos)
- República de Gênova
- República de Veneza

### Estados menores
- Ducado de Mântua
- Ducado de Parma e Placência
- Ducado de Ferrara
- Ducado de Módena e Régio (em união pessoal com Ferrara)
- Ducado de Urbino
- Ducado de Castro (em união pessoal com Parma)
- Principado Episcopal de Brixen
- Principado Episcopal de Trento
- Principado de Piombino
- Principado de Mônaco
- Marquesado de Monferrato (surgido do Ducado de Monferrato em 1574; em união pessoal com Mantua)
- Marquesado de Masserano (surgido do Principado de Masserano em 1598)
- Marquesado de Sabioneta (surgido do Ducado de Sabioneta em 1577)
- Marquesado de Finale
- Marquesado de Massa (surgido do Principado de Massa em 1568)
- Marquesado de Carrara (em união pessoal com Massa)
- Marquesado de Castiglione (surgido do Principado de Castiglione em 1609)
- Marquesado de Torriglia
- Marquesado de Fosdinovo
- Marquesado de Bastia
- Condado de Guastalla
- Condado de Mirandola
- Condado de Montechiarugolo
- Condado de Correggio (surgido do Principado de Correggio em 1616)
- Condado de Novellara
- Condado de Pitigliano
- Condado de Tende
- Condado de Santa Fiora
- República de Ancona
- República de Luca
- República de Ragusa
- República de San Marino
- República de Noli
- República de Senarica
- República de Cospaia
- Malta Ospitalieri

## Depois das guerras de sucessão do século XVIII
Após as guerras de sucessão européias do século XVIII, vários estados no centro-norte da Itália foram governados pelos Habsburgos-Lorraine da Áustria. O Sul da Itália passou para um ramo cadete dos Bourbons espanhóis.
- Estados Papais

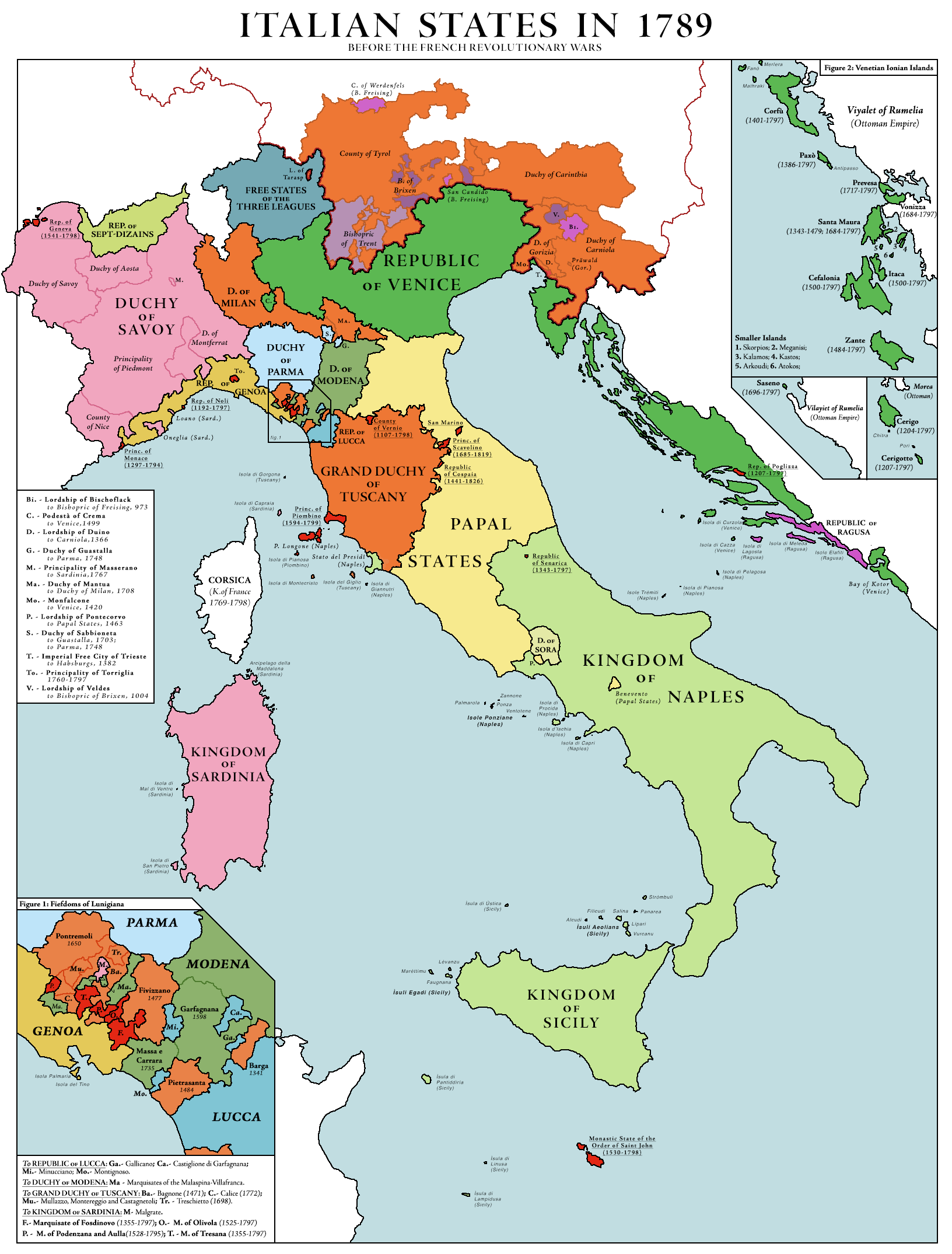
Mapa político da Itália em 1789.

Mapa político da Itália em 1796.

- Reino de Nápoles (sob a Monarquia de Habsburgo até 1734; em união pessoal com a Sicília sob os Bourbons espanhóis a partir de então)
- Reino da Sicília (sob Saboia de 1714 a 1720; sob a Monarquia de Habsburgo de 1720 a 1734; em união pessoal com Nápoles sob os Bourbons espanhóis a partir de então)
- Reino da Sardenha (sob a Monarquia de Habsburgo de 1714 a 1720; em união pessoal com Saboia a partir de então)
- Grão-ducado da Toscana (sob Habsburgos-Lorraine depois de 1737)
- Ducado de Saboia
- Ducado de Milão (sob a Monarquia de Habsburgo)
- Ducado de Mântua (sob a Monarquia de Habsburgo)
- Ducado de Parma e Placência (sob a Monarquia de Habsburgo de 1734 a 1748)
- Ducado de Guastalla (em união pessoal com Parma desde 1748)
- Ducado de Módena e Régio
- Ducado de Massa e Carrara (em união pessoal com Modena desde 1731)
- Ducado de Mirandola (em união pessoal com Modena desde 1710)
- Principado Episcopal de Brixen
- Principado Episcopal de Trento
- Principado de Masserano
- Principado de Torriglia
- Principado de Piombino
- Principado de Mônaco
- Marquesado de Fosdinovo
- Marquesado de Bastia
- República de Veneza
- República de Gênova
- República de Luca
- República de San Marino
- República de Ragusa
- República de Noli
- República de Senarica
- República de Cospaia
- Cidade de Fiume e seus distritos

## Durante a era Napoleônica (1792–1815)

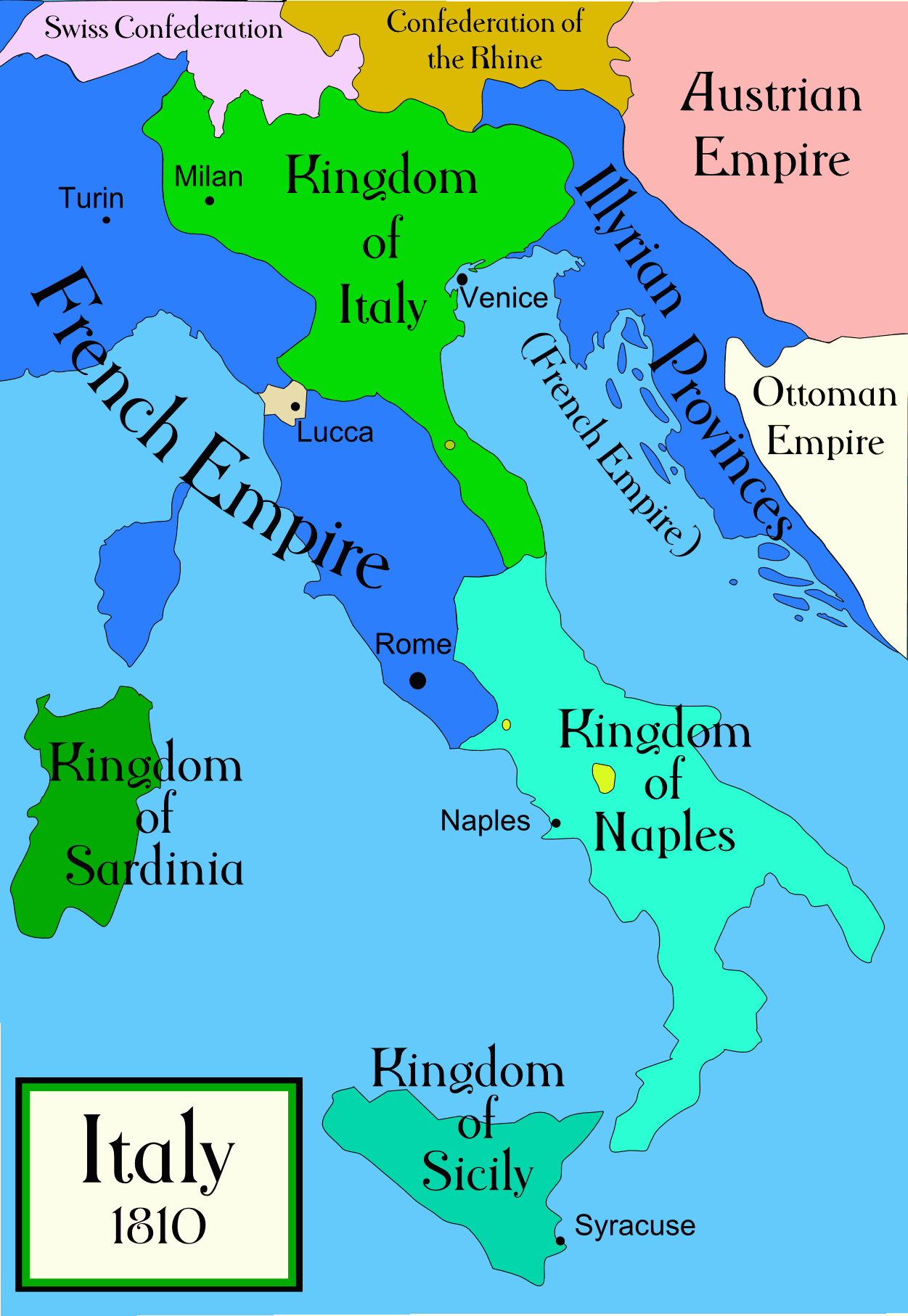
Mapa político da Itália em 1810.

### Repúblicas irmãs da França revolucionária
- República de Alba
- República de Bergamo
- República de Brescia
- República de Crema
- República de Pescara
- República Piamontesa
- República Anconitana
- República Cispadana
- República Transpadana
- República Cisalpina
- República Subalpina
- República Lígure
- República Bolonhesa
- República Tiberina
- República Romana
- República Partenopeia
- República Italiana

### Em união pessoal com a França
- Reino de Itália

### Estados clientes do primeiro império francês
- Reino da Etrúria
- Reino de Nápoles
- Principado de Luca e Piombino
- Principado de Benevento
- Principado de Pontecorvo

### Outros Estados
- Reino da Sardenha
- Reino da Sicília
- Principado de Elba
- República de San Marino
- República de Cospaia

## Da restauração à unificação
Após a derrota da França de Napoleão, o Congresso de Viena (1815) foi convocado para redesenhar o continente europeu. Na Itália, o Congresso restaurou a colcha de retalhos pré-napoleônica de governos independentes, governados diretamente ou fortemente influenciados pelas potências europeias dominantes, particularmente a Áustria. O Congresso também determinou o fim de duas repúblicas milenares: Gênova foi anexada pelo então Reino Savoyard da Sardenha, e Veneza foi incorporada com Milão em um novo reino do Império Austríaco.
Na época, a luta pela unificação italiana foi percebida como travada principalmente contra os Habsburgos, uma vez que eles controlavam diretamente a parte predominantemente italiana do nordeste da Itália atual e eram a força mais poderosa contra a unificação italiana. O Império Austríaco reprimiu vigorosamente o sentimento nacionalista que crescia na península italiana, bem como em outras partes dos domínios dos Habsburgos.
- Estados Papais
- Reino da Sardenha
- Reino das Duas Sicílias

Mapa político da Itália em 1843.

- Reino Lombardo-Vêneto (sob o Império Austríaco)
- Reino da Ilíria (sob o Império Austríaco)
- Grão-ducado da Toscana
- Ducado de Parma, Placência e Guastalla
- Ducado de Módena e Régio
- Ducado de Massa e Carrara
- Ducado de Luca
- Principado de Mônaco
- República de San Marino
- República de Cospaia
- República de São Marcos
- República Romana
- Províncias Unidas da Itália Central

## Pós-unificação
- Reino de Itália
- Regência Italiana de Carnaro
- Estado Livre de Fiume
- República Social Italiana
- Território Livre de Trieste

Micronações
- Reino de Tavolara
- República da Ilha das Rosas

## Repúblicas Partisans Italianas
As Repúblicas Partisans Italianas foram as entidades provisórias do Estado libertadas pelos partisans italianos do domínio e ocupação da Alemanha Nazista e da República Social Italiana em 1944 durante a Segunda Guerra Mundial. Eles tiveram uma vida universalmente curta, com a maioria deles sendo reconquistada pela Wehrmacht depois de algumas semanas de seus estabelecimentos formais e reincorporados à República Social Italiana.
- República de Alba (10 de Outubro - 2 de Novembro)
- República de Alto Monferrato (Setembro - 2 de Dezembro)
- República de Alto Tortonese (Setembro - Dezembro)
- República de Bobbio (7 de Julho - 27 de Agosto)
- República de Cansiglio (Julho - Setembro)
- República de Carnia (26 de Setembro - 10 de Outubro)
- República de Carniola (2 de Fevereiro - Março de 1944)
- República de Friuli Oriental (30 de Junho - Setembro)
- República de Pigna (18 de Setembro 1944 - 8 de Outubro 1944)
- República de Langhe (Setembro - Novembro)
- República de Montefiorino (17 de Junho - 1 de Agosto)
- República de Ossola (10 de Setembro - 23 de Outubro)
- República de Torriglia (26 de Junho - 27 de Novembro)
- República do vale do Ceno (10 de Junho - 11 de Julho)
- República dos vales do Enza e do Parma (Junho - Julho)
- República dos vales do Maira e do Varaita (Junho - 21 de Agosto)
- República do vale do Taro (15 de Junho - 24 de Julho)
- República do vale do Lanzo (25 de Junho - Setembro)
- República do vale do Sesia (11 de Junho - 10 de Julho)
- República de Varzi (19/24 de Setembro - 29 de Novembro)